# Anna Sophie Schack
Anna Sophie Schack, född 4 september 1689, död 28 september 1760, dansk länsman och godsägare. Hon blev i Schackenborgs historia känd under öknamnet “den onde Grevinde”. 
Dotter till Christian Rantzau (1649-1704) och Margrethe Rantzau (1642-1708) och gift 1711 med Hans Schack, länsgreve av Schackenborg (1676-1719). Vid makens död 1719 fick hon som sin styvsons förmyndare ansvaret för grevskapet Schackenborg och godset Gram. 
Hon utvidgade grevskapet genom inköp av andra gods. Vid styvsonens död 1741 efterlämnade han en femårig son som arvtagare, och då även hans änka avled fick Anna Sophie Schack än en gång ansvaret för länet. Hon ägnade sig åt en omfattande byggnadsverksamhet och lät bland annat uppföra Schacks Palæ, nuvarande Christian 9.s Palæ, i Köpenhamn år 1757. Hon skapade skulder som varade fram till 1818. 
Schack var en aktiv köpare och säljare av gods och en energisk länsadministratör som ofta var inblandad i rättsprocesser; även med sin styvson och styvsons son. 
Hon fick 1751 orden L'union parfaite.